# Thysanoessa raschii
A Thysanoessa raschii a felsőbbrendű rákok (Malacostraca) osztályának krill (Euphausiacea) rendjébe, ezen belül az Euphausiidae családjába tartozó faj.

## Előfordulása
A Thysanoessa raschii a legelterjedtebb krill-faj az Arktiszon és a környező vizekben.

## Megjelenése
Az állat 2-2,5 centiméter hosszú lehet. Az ivarérettséget 1,4 centiméteresen éri el. Roderick Macdonald szerint, 14 stádiuma van az egyedfejlődésének.

## Táplálékként
A Thysanoessa raschii, számos planktonevő tengeri emlősnek a fő táplálékforrása. A tengeri emlősökön kívül, sok tengeri madár, köztük a viharmadárfélék (Procellariidae) is fogyasszák ezt a világító rákot.

## Fordítás
- Ez a szócikk részben vagy egészben  a   Thysanoessa raschii című angol Wikipédia-szócikk ezen változatának fordításán alapul.  Az eredeti cikk szerkesztőit annak laptörténete sorolja fel. Ez a jelzés csupán a megfogalmazás eredetét és a szerzői jogokat jelzi, nem szolgál a cikkben szereplő információk forrásmegjelöléseként.